# Каратальський сільський округ (Єскельдинський район)
Карата́льський сільський округ (каз. Қаратал ауылдық округі, рос. Каратальський сельский округ) — адміністративна одиниця у складі Єскельдинського району Жетисуської області Казахстану. Адміністративний центр — село Каратальське.
Населення — 2243 особи (2021; 2521 у 2009, 2463 у 1999, 2748 у 1989).
Станом на 1989 рік існувала Каратальська сільська рада (села Каратальське, Малиновка).

## Склад
До складу округу входять такі населені пункти:
| Населений пункт    | Населення, осіб (1989) | Населення, осіб (1999) | Населення, осіб (2009) | Населення, осіб (2021) |
| ------------------ | ---------------------- | ---------------------- | ---------------------- | ---------------------- |
| Каратальське, село | 1827                   | 1808                   | 1897                   | 1708                   |
| Теректи, село      | 921                    | 655                    | 624                    | 535                    |